# Csatahajó

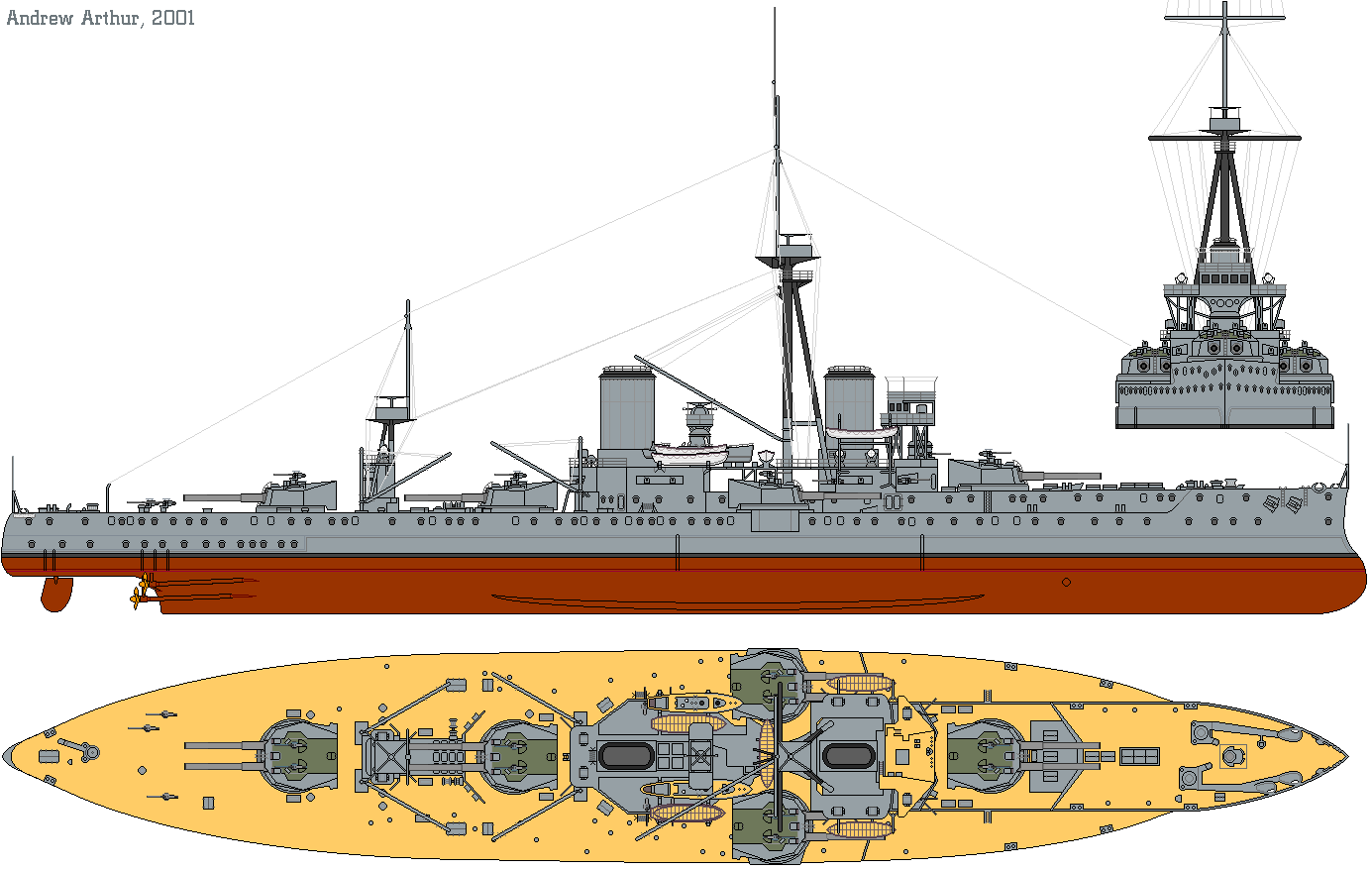
A forradalmi HMS Dreadnought, az első csatahajó. A rajz 1911-es állapotában ábrázolja

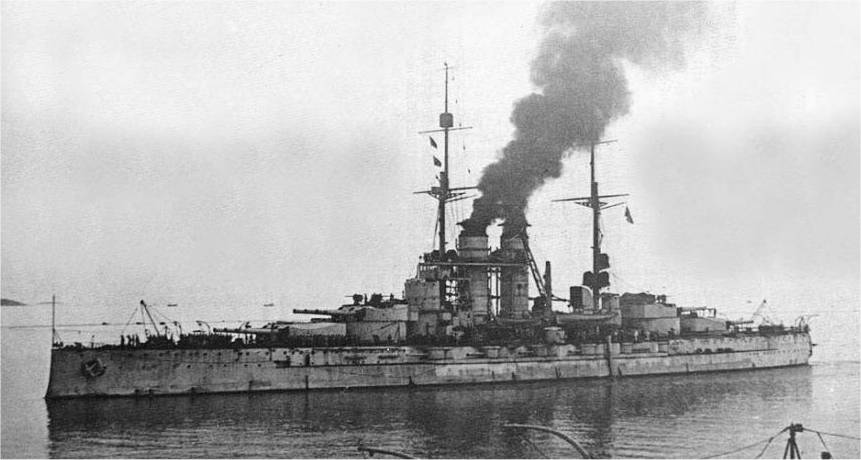
A magyar ipar egyik legnagyobb egyedi teljesítménye, az SMS Szent István osztrák–magyar csatahajó

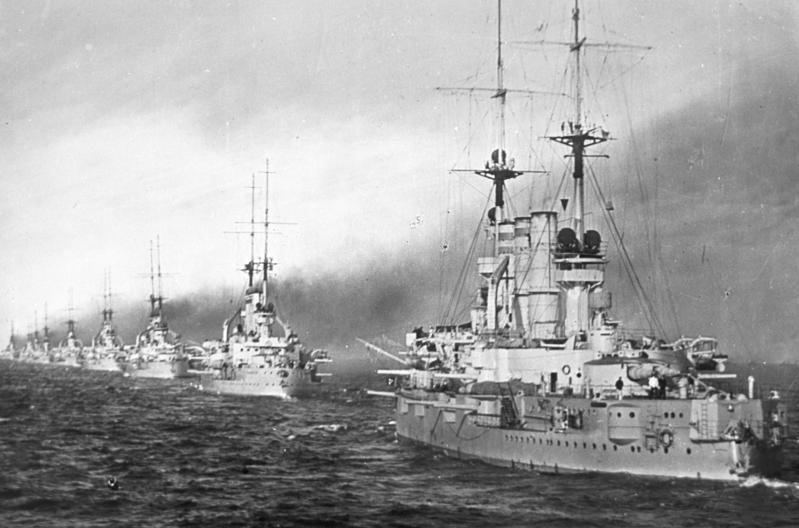
Deutschland osztály

A csatahajók nehéztüzérséggel (legalább 280 mm) és nehéz páncélzattal felszerelt egységek, saját koruk legnagyobb méretű, legdrágább hadihajói, a tengeri hatalom elsődleges szimbólumai voltak.
Az első lépés az 1860-as HMS Warrior volt. 1906-ban az addig a flották gerincét adó sorhajókat minden tekintetben felülmúló, azoknál nagyobb méretű, összehasonlíthatatlanul erősebb fegyverzetű és páncélzatú, egyszersmind gyorsabb, forradalmian új hadihajó, az HMS Dreadnought lépett szolgálatba. A Royal Navy ezzel elavulttá tette az összes akkor létező nehéz, páncélos hadihajót. A legkorszerűbb sorhajók 4 db 305 mm nehézlövegével szemben a Dreadnought 10 db 305 mm ágyúval lett felszerelve. Az HMS Dreadnought és utódai csatahajó néven vonultak be a hadtörténelembe. A csatahajók mérete folyamatosan nőtt, fegyverzetük és páncélzatuk erősödött.
Elsősorban az angolszász és a francia terminológia már a 19. század óta csatahajóknak (battleship, illetve cuirassé) nevezi és tekinti az 1870-es évektől épült nehéz, páncélos hadihajókat. Német elnevezésük ellenben a Linienschiff (sorhajó), vagy Einheitslinienschiff (egységsorhajó).
Ezeket az egységeket a modern nemzetközi szakirodalom a pre-dreadnought csatahajó elnevezéssel illeti, Magyarországon azonban a inkább a sorhajó, vagy páncélos sorhajó kategória az elterjedtebb. A nemzetközi gyakorlat egyértelmű, precíz és pontos, a magyar ellenben nem kellően egyértelmű, tekintve hogy a 17. századtól sorhajónak nevez minden nehéz hadihajót az HMS Dreadnought és utódai megjelenéséig, attól függetlenül, hogy fából épült vitorlásokról, mint az HMS Victory, vagy óriási, acélból épített, páncélozott nehéz hadihajókról, mint a Radetzky-osztály van-e szó.
Az Osztrák-Magyar Monarchia haditengerészete számára a magyar ipar, a Ganz-Danubius fiumei üzemében szintén épített egy csatahajót, az SMS Szent Istvánt.
A tengeri hatalmak, különösen Nagy-Britannia és a Német Császárság között az első világháborút megelőzően dreadnought-építési verseny bontakozott ki. Az első világháború után az 1922-es, az öt nagyhatalom (Nagy-Britannia, Egyesült Államok, Japán, Franciaország, Olaszország) által megkötött washingtoni haditengerészeti szerződés mind a csatahajók számát, mind méretét (maximum 35 000 tonna vízkiszorítás és 406 mm-es ágyúkból álló főfegyverzet) drasztikusan korlátozta, új egységek építését a brit Nelson osztály (HMS Nelson és HMS Rodney) kivételével gyakorlatilag megtiltotta (building holiday). Egyúttal az egyes haditengerészetek méretét is jelentősen csökkentette. A csatahajókat és a csatacirkálókat az egyezmény capital ship néven egy kategóriának tekintette. Az 1930-as londoni haditengerészeti szerződés további csatahajók (5 brit, 5 amerikai és 1 japán) leselejtezését írta elő. Ezen egyezmények következménye volt, hogy a második világháborúban részt vevő flották csatahajóinak döntő többsége felújított első világháborús egységekből állt, új, korszerű csatahajók építése csak az 1930-as évek derekától vehette kezdetét. Ennek alapjául az 1932-es második genfi haditengerészeti konferencia, majd pedig az 1936-os második londoni haditengerészeti szerződés szolgált.
A legnagyobb méretűek a japán Jamato osztály egységei voltak, utoljára pedig 1946-ban a brit HMS Vanguard épült meg a csatahajók közül.
A nagyhatalmak a második világháborút követően az 1950-es, 1960-as években leselejtezték még meglévő csatahajóikat, kivételt csak az Egyesült Államok képzett, a négy Iowa osztályú egységet 1990-1992 között vonták ki a szolgálatból, leselejtezésükre fokozatosan csak 1995 és 2006 között került sor. Nyolc amerikai csatahajó maradt fenn múzeum-hadihajóként. Ezek a USS Texas, a USS North Carolina, a USS Alabama, a USS Massachusetts, a USS Iowa, a USS New Jersey, a USS Missouri és a USS Wisconsin.

## A nehéz hadihajók története

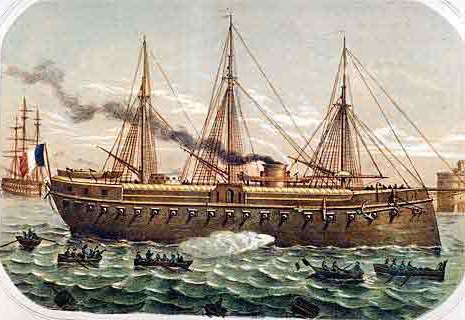
Gloire

### Kezdetek
A 16 – 17. században még a tengeri hadviselésben még gyakran kézitusa döntötte el a harc kimenetelét a hajók fedélzetén, nem pedig a tüzérségi eszközök messzehordó tűzereje. Az akkor alkalmazott hajótípust sorhajóknak nevezték, mivel a tengernagyok hajóikat egymás után egy sorba rendezték. A sor leggyakrabban párhuzamos volt az ellenfél csatasorával, de a későbbiekben minden parancsnok célja a szembenálló fél vonalának az áttörése volt, mert így az illető a hajóinak mindkét oldalon elhelyezett lövegparkját használhatta egyszerre, és az ellenfél hajóinak legsebezhetőbb pontjait, az orrot és az üvegezett tatgalériát támadhatta.
Ez a tengeri harcmodor egészen az 1840-es évek közepéig meghatározó volt, akkor azonban megjelentek a francia Henri-Joseph Paixhans hadmérnök által kifejlesztett robbanólövedékek és kamrás ágyúk, amelyeket először az krími háborúban vetettek be. Még a megerősített palánkkal ellátott sorhajók sem voltak képesek ellenállni az új típusú lövedékeknek, ezért az ostromlövegek egy részét Szevasztopol ostroma során erős vasborítású bárkákon helyezték el – ezek jól ellenálltak az orosz várvédő ágyúk tüzének.
A kedvező tapasztalatok alapján Franciaországban Dupuy de Lôme mérnök megtervezte a Gloire-t, és ennek 1859-es szolgálatba állításával színre lépett az első páncélozott hadihajó. Az alapötlet még a normannoktól származik, akik már a 12. században vaspántokkal védték hajóikat. A Gloire még fából készült, falemezekre szerelték a védelmét adó 12 cm-es kovácsoltvas páncélzatot is. A hajó már fel volt szerelve gőzgéppel és hajócsavarral is.
Anglia, a tengerek ura, látva, hogy legnagyobb ellenfele milyen fejlett hadihajót tervezett, válaszlépésre szánta el magát. Megépítette a világ első, teljesen vasból készült hadihajóját, az HMS Warriort, amely hajótestét már vízhatlan kamrákra osztották. A franciák ekkor a könnyebb és olcsóbb kisebb hadihajók felé fordultak (Jeune Ecole irányzat), megteremtetve ezzel a torpedóromboló és a cirkáló kategóriát (Dupuy de Lôme, az első igazi cirkáló, 1888).
A vértes fahadihajók felett hamar eljárt az idő. Ilyen flották csak egyetlen alkalommal vívtak ütközetet egymással: 1866. július 20-án a lissai csata során az olasz flotta csapott össze Tegetthoff admirális osztrák flottájával. Az ütközet évtizedekig meghatározta a nehéz hadihajók orrkiképzését, mivel Tegetthoff tüzérsége meglehetősen gyenge volt, ezért a döfőorrával öklelte fel az olaszok zászlóshajóját, a Ré d´Italiát. A sikeren felbuzdulva minden nemzet hajóin megjelentek az előrenyúló döfőorrok (más néven vágósarkantyúk) egészen az 1910-es évekig. Ebből rengeteg baleset származott a kötelékgyakorlatok során, sőt 1893-ban a britek HMS Victoria sorhajója el is süllyedt egy véletlen öklelés következtében.
1860-ban Cowper Coles kapitány először vetette fel a forgó lövegtorony ötletét. A görgős csapágykoszorún forgó torony előremutató és időtálló ötlet volt, az ilyennel felszerelt HMS Captain nevű páncélos hajó azonban hibás súlypontszámítás miatt hamar elsüllyedt, egy évtizeddel hátráltatva a brit flotta „tornyosítását”. A késlekedés további oka volt, hogy a zárt lövegtornyok gépi szellőzését az elektromotorok általános elterjedéséig nem tudták megbízhatóan megoldani és a lövészetek során a felgyülemlett lőporgázok számos tengerészt alattomosan megfojtottak.
A lövegtornyok ezért nyílt tetőzetű (barbettás) kivitelben először azoknál a haditengerészeteknél terjedtek el, amelyek partmenti vagy nyugodt vízi küldetéseket teljesítettek. A viharos Északi-tengeren működő brit haditengerészet azonban nem alkalmazhatott nyitott tetejű és a görgőknél is tömítetlen tornyokat, mert az 1870-1890 körüli időszak alacsony oldalú kazamatás hajói nem rendelkeztek elegendő tartalék úszóképességgel vízbetörés esetére.
Az Atlanti-óceán túlpartján 1862-ben John Ericsson egy másfajta, központi oszlopon forgó rendszerű toronnyal megépítette a Monitort csak partvédelemre alkalmas hajót, amely szinte alig emelkedett ki a vízből, fedélzetén pedig egy 360 fokban mozgatható páncélozott lövegállást helyeztek el, amelyben 2 db 28 cm-es löveget helyeztek el. A Monitor 1862. március 8-án a Chesapeake-öböl-ben összecsapott a déliek Virginia nevű hajójával, amelynek vitorlázatát leszerelték, és fedélzetére egy vasúti sínekkel megerősített felépítményt helyeztek. Ez volt az első eset, amikor két páncélozott hadihajó, amelyeket csak gőzgép hajtott, összecsapott.
Röviddel ezután az angolok elkészítették a vitorlázat nélküli első lövegtornyos páncélosa, a Devastation-t, amelynek fedélzetén két forgatható ágyútornyot helyeztek el. Ebből fejlődött ki az 1906-ig uralkodó fő hadihajó-típus, a páncélos sorhajó. Az első pre-dreadnought az 1876-ban vízre bocsátott angol HMS Inflexible volt.
1903-ban Németország új haditengerészeti törvényt hozott, amelyben fokozott flottaépítési tervet irányoztak elő. Ekkor figyeltek fel először az angolok a német flotta fenyegetésére. Ugyan óriási számbeli fölényük volt, de amíg a Brit Királyi Haditengerészet hajói a világ minden táján szétszórva állomásoztak, ezzel szemben a német flotta szinte kizárólag az Északi-tengeren összpontosult és egy koncentrált támadással nagy veszélyt jelentettek rájuk.

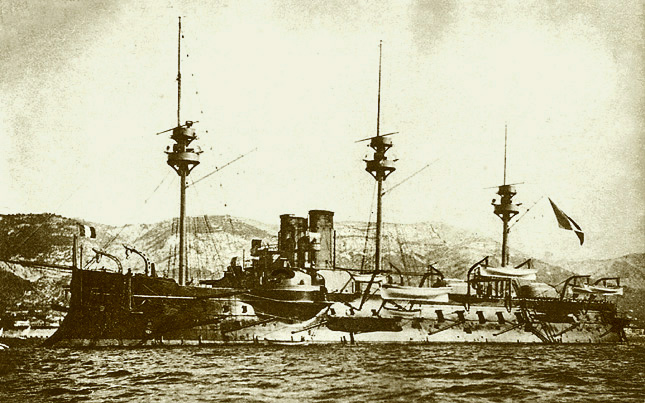
Az Amiral Duperré francia páncélos sorhajó

1905-ben a Távol-Keleten csapott össze a fiatal japán haditengerészet és a cári orosz flotta. A nagyszabású csuzimai csata rávilágított, hogy a páncélos sorhajók tengerállósága, úszóképessége sérülés esetén nem megfelelő, a túl sokféle kaliberű hajótüzérség pedig igen megnehezíti a pontos tűzvezetést és a hatékonyság rovására megy. Másrészről általános megdöbbenést keltett, hogy a fehéreknél „alacsonyabb rendűnek” vélt, ázsiai Japán hivatásos állománya és erősen motivált tisztikara milyen könnyen legyőzte a sorozott és kevésbé képzett legénységgel feltöltött orosz flottát, amelyet főnemesi kapcsolatok, korrupció révén kinevezett tisztikar irányított. A japán siker hátterében nagyrészt az állt, hogy flottájuk döntően korszerű brit építésű egységekből állt, szemben az oroszok megkérdőjelezhető minőségű hadihajóival.

### Az első csatahajó, az HMS Dreadnought
Ekkor került Lord Fisher a Brit Admiralitás Első Lordjának a székébe, és megterveztette a világ akkor legerősebb hadihajóját, a HMS Dreadnought-ot. Ez az 1906-ban vízre bocsátott hajó – szemben a korábban jellemzően két toronyba szerelt összesen négy ágyúval – már tíz darab egyforma, nehéz hajóágyút hordozott, 5 toronyban kettesével felállítva. Ezenkívül 24 db könnyűlöveggel és 5 torpedóvetővel is fel volt szerelve. Mérete is jóval meghaladta a korábbi típusokét, mindezek miatt ára is rendkívül megnőtt. Ahogy a legtöbb, a Dreadnought sem maradt sokáig a világ legerősebb hadihajója, megépítése nyomán egy csapásra minden korábbi sorhajó elavult.
Nem kellett sokáig várni a következő angol dreadnought-okra, és a válaszként gyártott első, ugyanilyen típusú német hadihajókra. De nem csak e két nemzet kezdett újfajta csatahajók építésébe, hamarosan elkészültek az első francia, olasz, osztrák–magyar, orosz, japán, argentin, brazil, chilei, amerikai, spanyol és török dreadnought-ok is. Ennek az építési láznak köszönhetően épült meg Fiume kikötőjében a magyar hadiipar büszkesége, az 1915-ben hadrendbe állított SMS Szent István csatahajó.
A két nagyhatalmi tömb formálódásának előrehaladtával napirendre kerültek a haditengerészeti kérdések is. Anglia megegyezett Franciaországgal, hogy a brit Királyi Flotta garantálja a franciák atlanti partjait, ha cserébe a francia haditengerészet minden erejét a Földközi-tengerre vezényli. A németek, az osztrákok és az olaszok is hasonlóan egyeztek meg, hogy a német flotta az Északi-tengert biztosítja, míg az egyesült olasz–osztrák–magyar flotta a Mediterrániumban marad és küzd a franciák ellen. Ebből azonban nem lett semmi, ugyanis 1914-ben, a háború kitörésekor Olaszország megtagadta a hadbalépést, és egy évvel később az antant oldalán kapcsolódott be a harcokba.

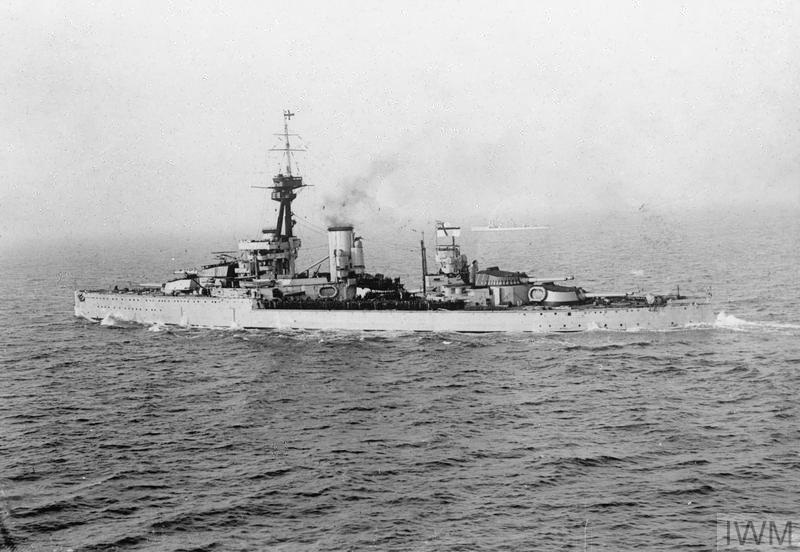
Az Orion osztály volt az első szuper-dreadnought csatahajó típus, a képen az HMS Orion látható

### Csatahajók az első és a második világháború idején
Az első világháború előtt és alatt a dreadnought-típus tovább fejlődött: lövegeiket immár hármas és négyes lövegtornyokban kizárólag a hajó középvonalán helyezték el, és másodlagos fegyverzetet is felszereltek az egységekre. A HMS Dreadnought még csak 30.5 cm-es ágyúkat hordozott, az 1910-es évek brit dreadnought-jain viszont már 34,3, 35,6, és 38,1  cm-es ágyúkat helyeztek el, létrehozva az úgynevezett szuper-dreadnought csatahajókat, a kategória első típusa a brit Orion osztály volt. Az ágyúk kaliberét válaszul a rivális tengeri nagyhatalmak szintén növelték. A háborúban már megmutatkozott más hajótípusok ereje is, mint például a tengeralattjáróké és a torpedónaszádoké. Ezek képesek voltak elsüllyeszteni a nagy csatahajókat, lényegesen kisebb költségigény mellett. Mindezek ellenére a csatahajók megmaradtak a hadiflották fő csapásmérő egységeinek. Az 1919-es békeszerződés értelmében a német hadiflottát a skóciai Scapa Flow öbölben, a brit Honi Flotta (Home Fleet) támaszpontján internálták, ahol az önelsüllyesztést hajtott végre, így a Royal Navy legnagyobb ellenfele megszűnt létezni.
Az első világháború utáni időszakban korlátozták az egyes nemzetek által hadrendben tartható csatahajók számát és azok maximális vízkiszorítását, amelyet 35 000 tonnában határoztak meg. Az első új csatahajók a brit Nelson osztály tagjai voltak. Ekkortájt más nemzetek rajzasztalain már az úgynevezett harmadik generációs csatahajók tervei kezdtek körvonalazódni, amelyek nem tettek kompromisszumot a tűzerő, a védettség és a sebesség terén. Ezt a legtöbb hadiflotta hivatalosan az érvényben lévő korlátozások keretein belül oldotta meg. Kivételként említik a német Bismarck osztályt, amely tervezésénél állítólag semmilyen korlátozást nem vettek figyelembe, ám ez nem fedi a valóságot: az angol–német flottaegyezmény (AGNA) szerint rájuk is érvényes volt a washingtoni flottaegyezmény zárójegyzéke, eszerint (mivel Japán nem tartotta be a rendelkezéseket) a német felszíni flotta is maximum 45 000 tonnás csatahajókkal rendelkezhetett. Az említett hajó 42 000 tonnás volt. Továbbá az összes többi haditengerészet is átlépte az eredeti, 35 000 tonnás felső határt, ám politikai okokból ezt rendre letagadták. (Az első, hivatalosan is 45 000 tonnásra tervezett, és ekként is bejelentett csatahajók az amerikai Iowa osztály egységei voltak.) Ekkor már különlegesen edzett páncéllemezekből állították össze a csatahajók páncélzatát, és egyre nagyobb figyelmet szenteltek a fedélzetek védettségének a fokozására.

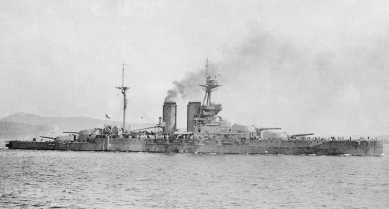
A Queen Elizabeth osztályú HMS Queen Elizabeth brit csatahajó eredeti alakjában, 1915-ben. Később kétszer átépítették és korszerűsítették, mely következtében megjelenése jelentősen változott, páncélzatát is megerősítették.
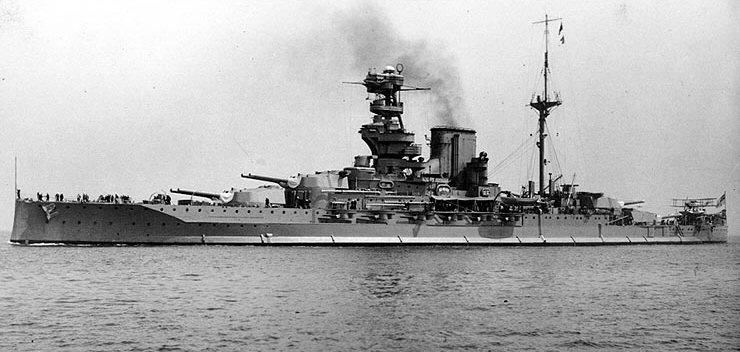
A Queen Elizabeth osztályú HMS Valinat brit csatahajó, az egységet 1915-ben állították szolgálatba, 1929-1930 és 1937 és 1939 között kétszer teljesen átépítették és korszerűsítették. A képen 1930-1937 közötti alakjában látható.
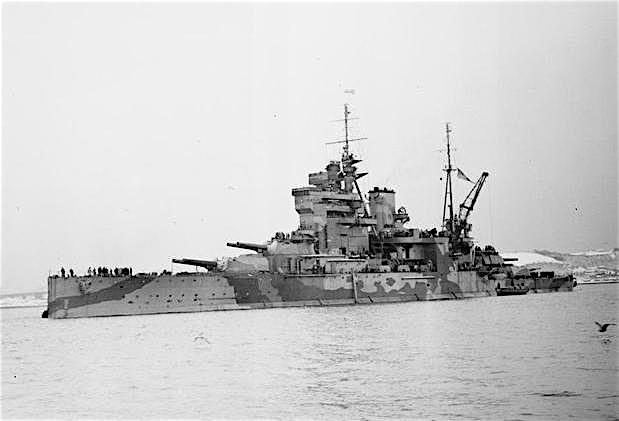
A Queen Elizabeth osztályú 1914-ben szolgálatba állított HMS Queen Elizabeth csatahajó, 1926-1927 és 1937-1941 között kétszer teljesen átépítették és korszerűsítették. A képen 1941-et követő alakjában látható.

Az első világháborúban az optikai tűzvezetés korlátai miatt kisebb hatásos lőtávolságú ágyúkkal szemben a második világháborúban, az optikai és radar irányítású tűzvezetésnek hála már nagy távolságú tűzpárbajokat vívtak egymással a csatahajók. Az ágyúk lőtávolságát a csövek minél nagyobb emelési szögével érték el. Ez azt eredményezte, hogy a lövedékek nem vízszintes röppályán kis szögben csapódtak a hajótestbe, hanem nagy szögben érték a fedélzeteket. Így radikális korszerűsítés és átépítés nélkül egyetlen öreg dreadnoughtnak sem volt esélye egy modern csatahajóval szemben. Több régi egységet teljes körűen modernizáltak. A háború előrehaladtával egyre nagyobb behemótok jelentek meg a tengereken, mint a brit King George V osztály, az HMS Vanguard, a Bismarck, a Richelieu, az Iowa vagy a mind közül a leghatalmasabb, a japán Jamato és Muszasi. A csatahajók fejlesztését a tengeri hadviselésben egyre nagyobb szerephez jutott légierő állította meg, hiszen a repülőgépek fegyverzeti rendszerei képessé váltak, hogy elsüllyesszék a csatahajókat. A második világháború után 10 amerikai, 5 brit és 2 francia modern csatahajó maradt szolgálatban. A britek és a franciák az 1950-es, 1960-as években leszerelték csatahajóikat.

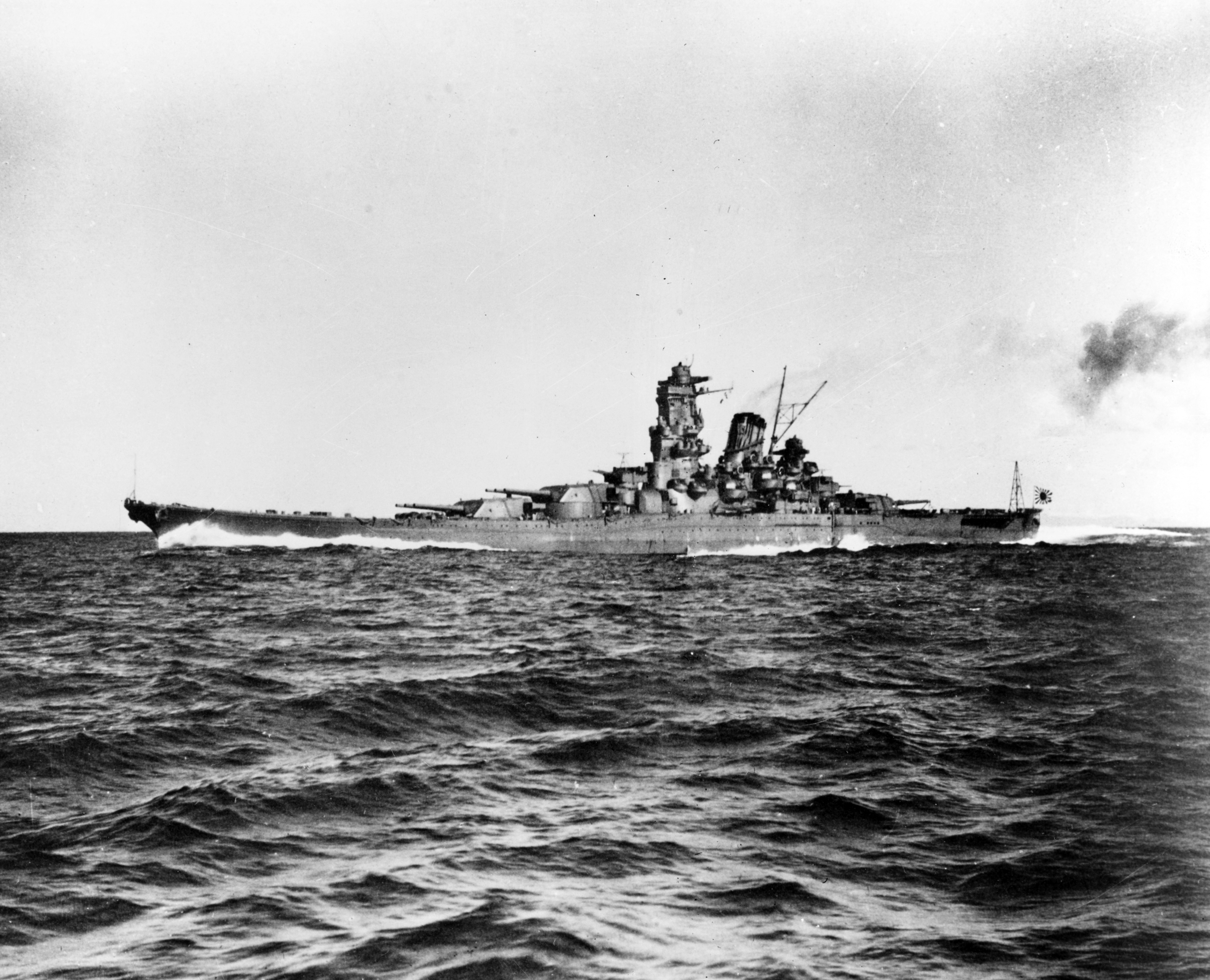
A Jamato a világ legnagyobb csatahajója.
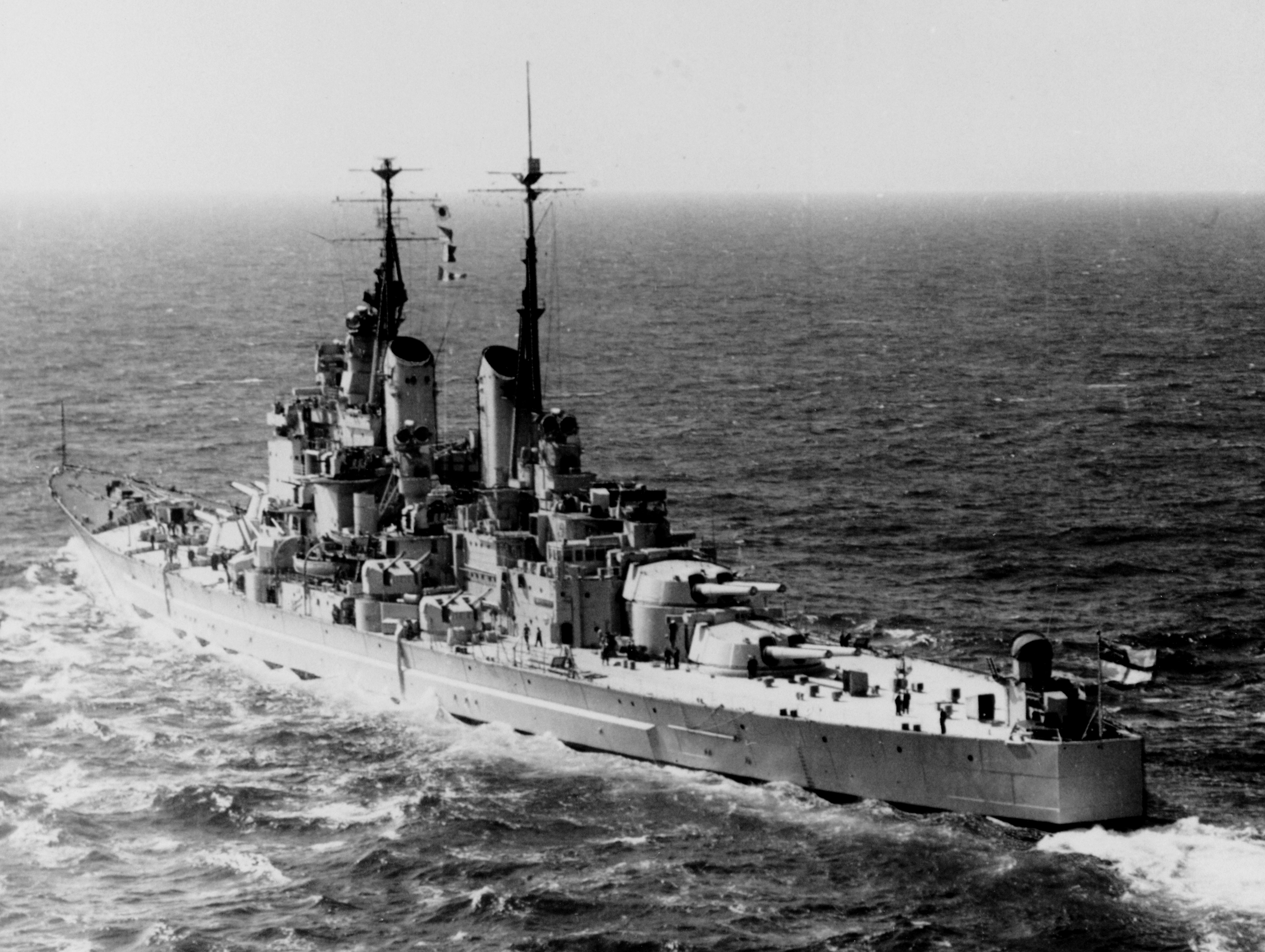
Az HMS Vanguard brit csatahajó, az utolsóként megépített ilyen típusú hadihajó. Csak a Jamato és az Iowa osztályok voltak nagyobb méretűek a Vanguard-nál.

### A második világháború után
A második világháború után az 1950-es, 1960-as évekre az Egyesült Államok kivételével a többi nemzet leszerelte a csatahajóit. Az Amerikai Egyesült Államok megtartotta a 4 db Iowa osztályú csatahajóját. A négy hajó jelentős korszerűsítésen esett át az évek alatt, fegyverzetéhez már rakéták és robotrepülőgépek is tartoztak. Mind a 4 egység részt vett a koreai, a vietnámi és az öbölháborúban is. Az öbölháború után, a modern rakétás cirkálókat és rombolókat magasan meghaladó üzemeltetési költségek és legénység-igény miatt mégis leszerelték ezeket a csatahajókat. Az utolsót, az USS Iowa-t (BB-61) 2011-ben vonták ki a tartalék flottából és hajómúzeum lett belőle.

## A csatahajókhoz sorolt más hajótípusok
- a páncélozott hajók építése előtt a sorhajók voltak a tulajdonképpeni csatahajók
- az első páncélozott hajó – a Gloire – megépítésével kezdődött a korszakuk, de ezek a hadihajók még különféle kategóriákba sorolták (oldalütegsoros páncéloshajó, központi üteges páncéloshajó, toronypáncélos hajó, stb.), a brit terminológia az 1880-as évektől használja a csatahajó kifejezést a nehéz páncélos hadihajókra, a szakirodalom pedig a pre-dreadnought csatahajó szakkifejezést, az 1889-es brit Tengerészeti védelmi törvény (Naval Defence Act 1889) már következetesen csatahajónak nevezi a Royal Sovereign osztály 8 egységét
- hagyományos értelemben csatahajóról a HMS Dreadnought megjelenésétől kezdve lehet beszélni. Ezt az újonnan megalkotott típust kezdetben első képviselője után dreadnoughtnak, illetve dreadnought csatahajónak nevezték,
- tágabb értelemben csatahajónak tekinthetők a csatacirkálók, de ezzel szemben a páncélos fregattok, páncélos ágyúnaszádok, a monitorok, mint partvédő hajók más páncélozottsággal rendelkeznek, kisebb méretűek és merülésűek, valamint más harcászati feladatra készültek.

## Múzeumhajóként fennmaradt csatahajók

### Japán
Napjainkra egyetlen pre-dreadnought csatahajó maradt fenn, a brit építésű japán Mikasza maradt fenn. 

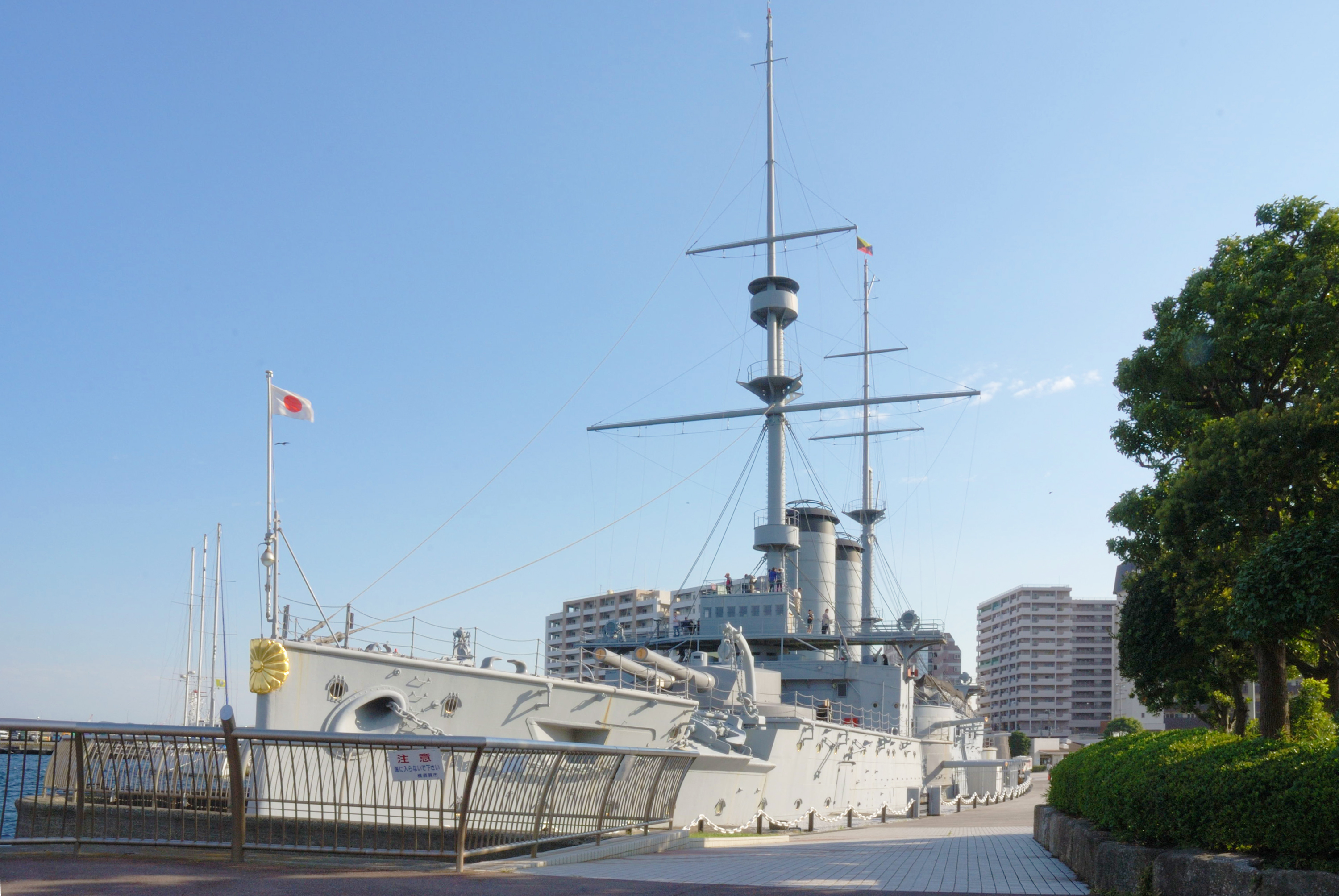
A japán Mikasza pre-dreadnought csatahajó Jokoszukában, 2007-ben.

### Egyesült Államok
Az Egyesült Államok összesen nyolc csatahajóját őrizte meg múzeumhajóként. A USS Texas (BB-35) szuper dreadnought csatahajót, valamint összesen hét darab II. világháborús gyors csatahajót, ezek a North Carolina osztályú USS North Carolina (BB-55), a South Dakota osztályú USS Massachusetts (BB-59), USS Alabama (BB-60), és az Iowa osztály négy egysége, a USS Iowa (BB-61), a USS New Jersey (BB-62), a USS Missouri (BB-63) és a USS Wisconsin (BB-64).

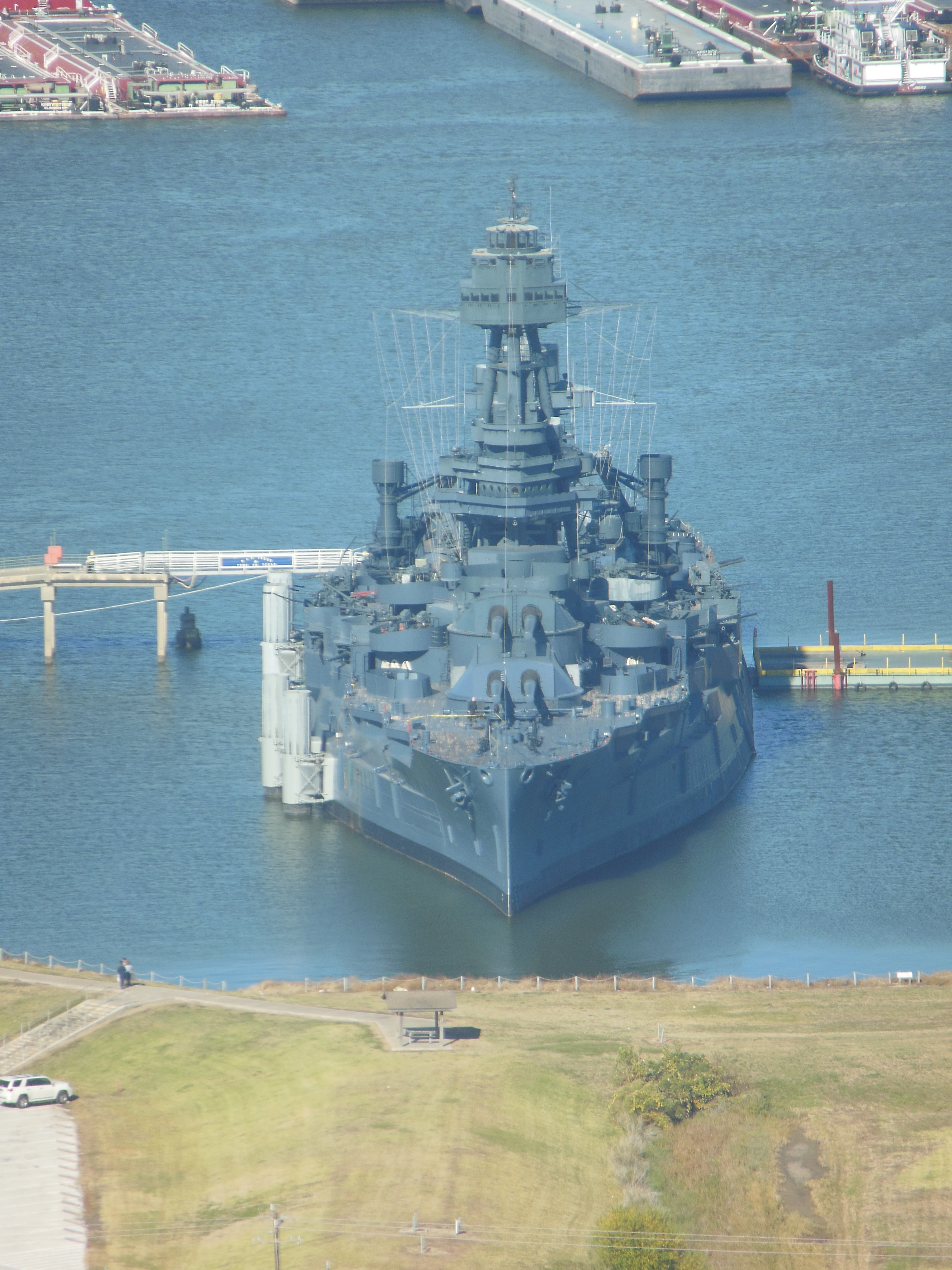
A USS Texas (BB 35) csatahajó Galveston-ban, 2014-ben.
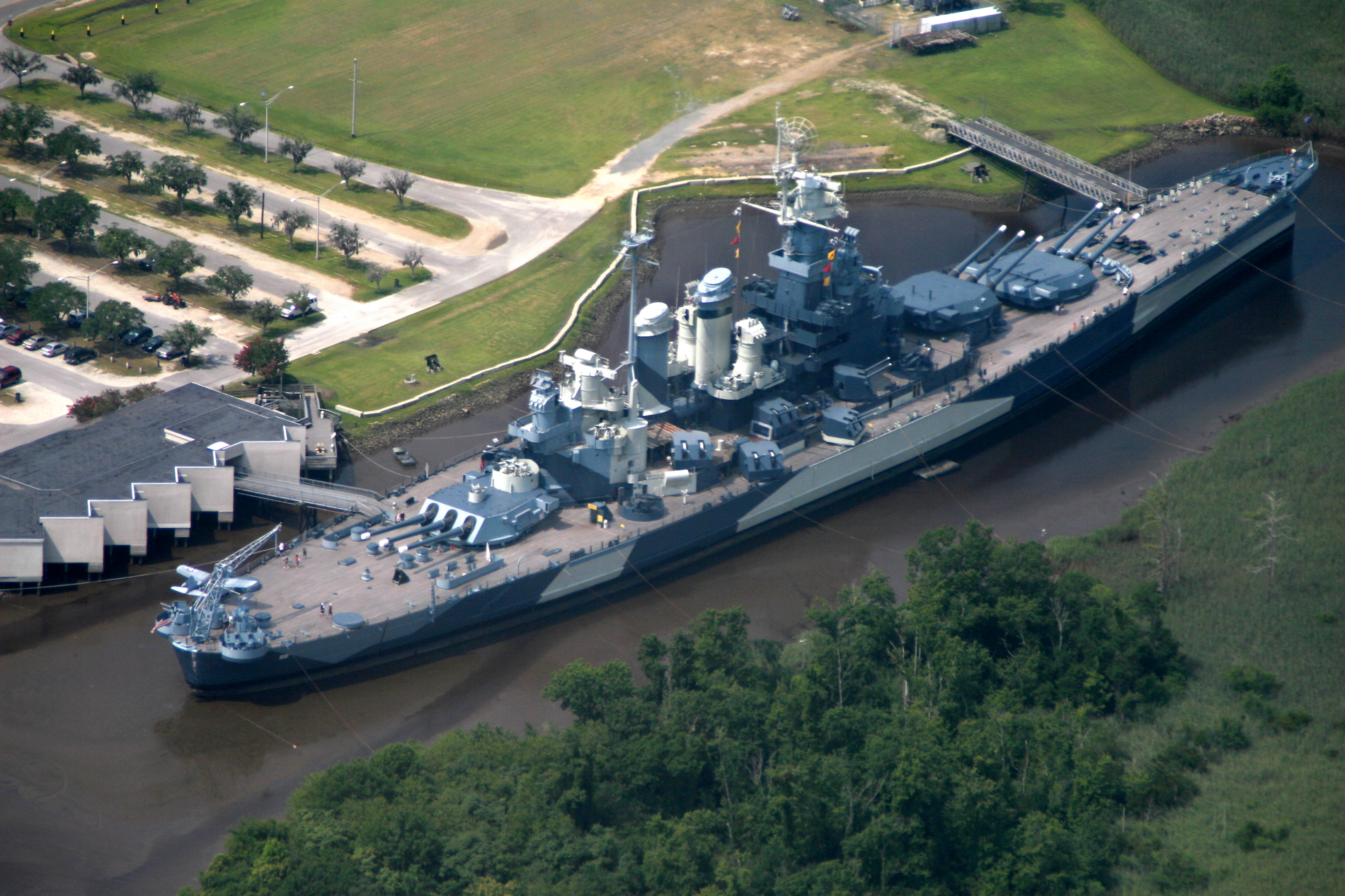
A USS North Carolina (BB-55) csatahajó Wilmington-ban, 2006-ban.
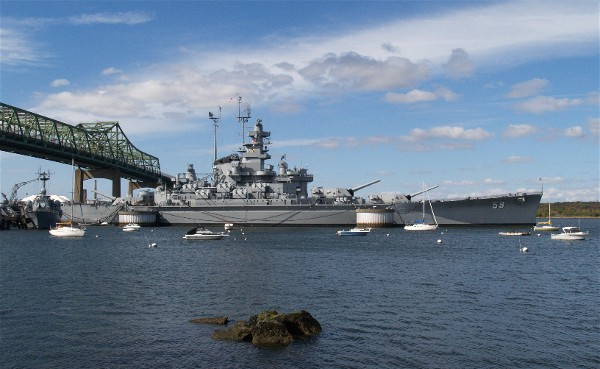
A USS Massachusetts (BB-59) csatahajó Fall River-ben, 2006-ban.
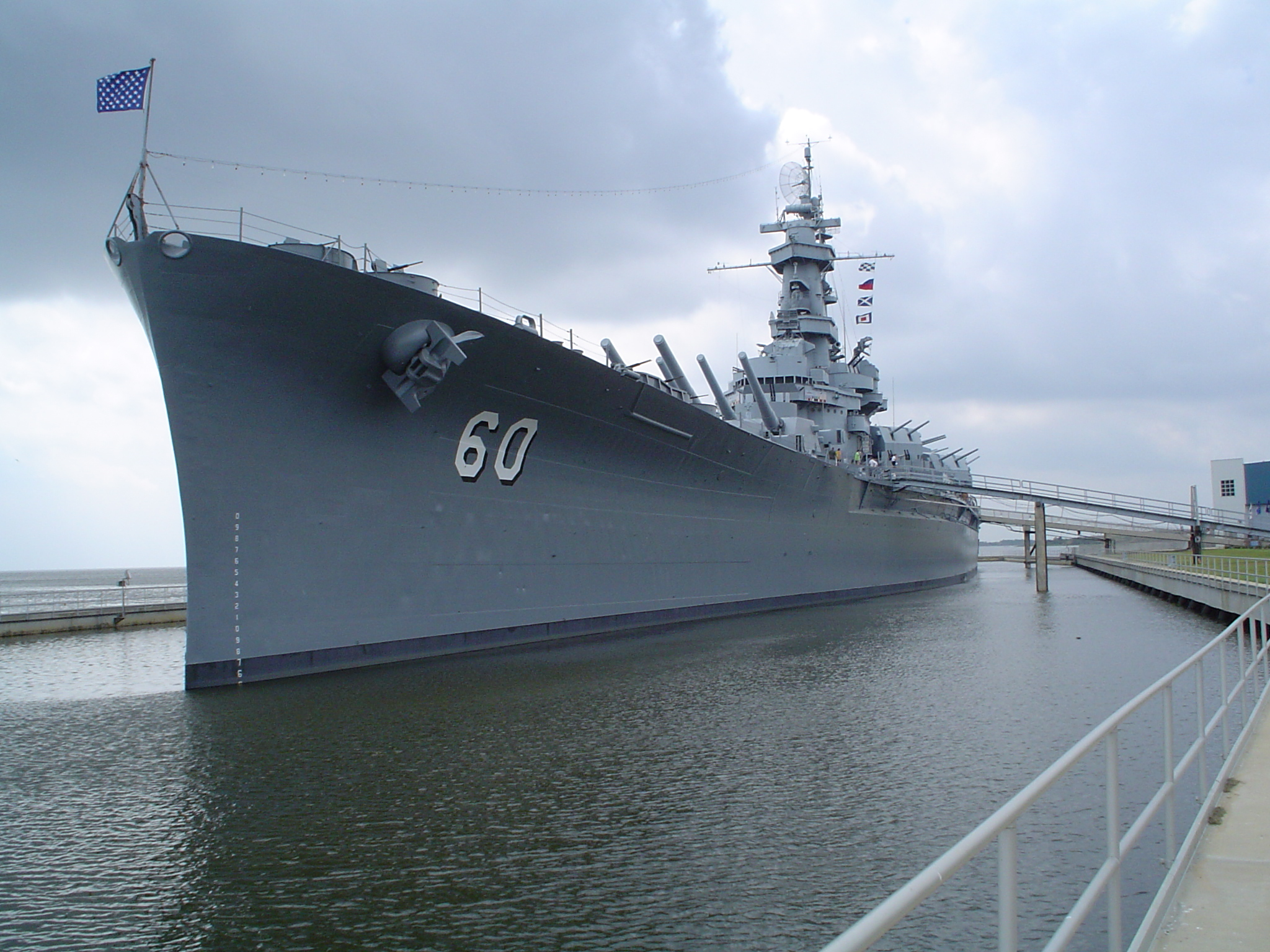
A USS Alabama (BB-60) csatahajó Mobile-ban, 2008-ban.
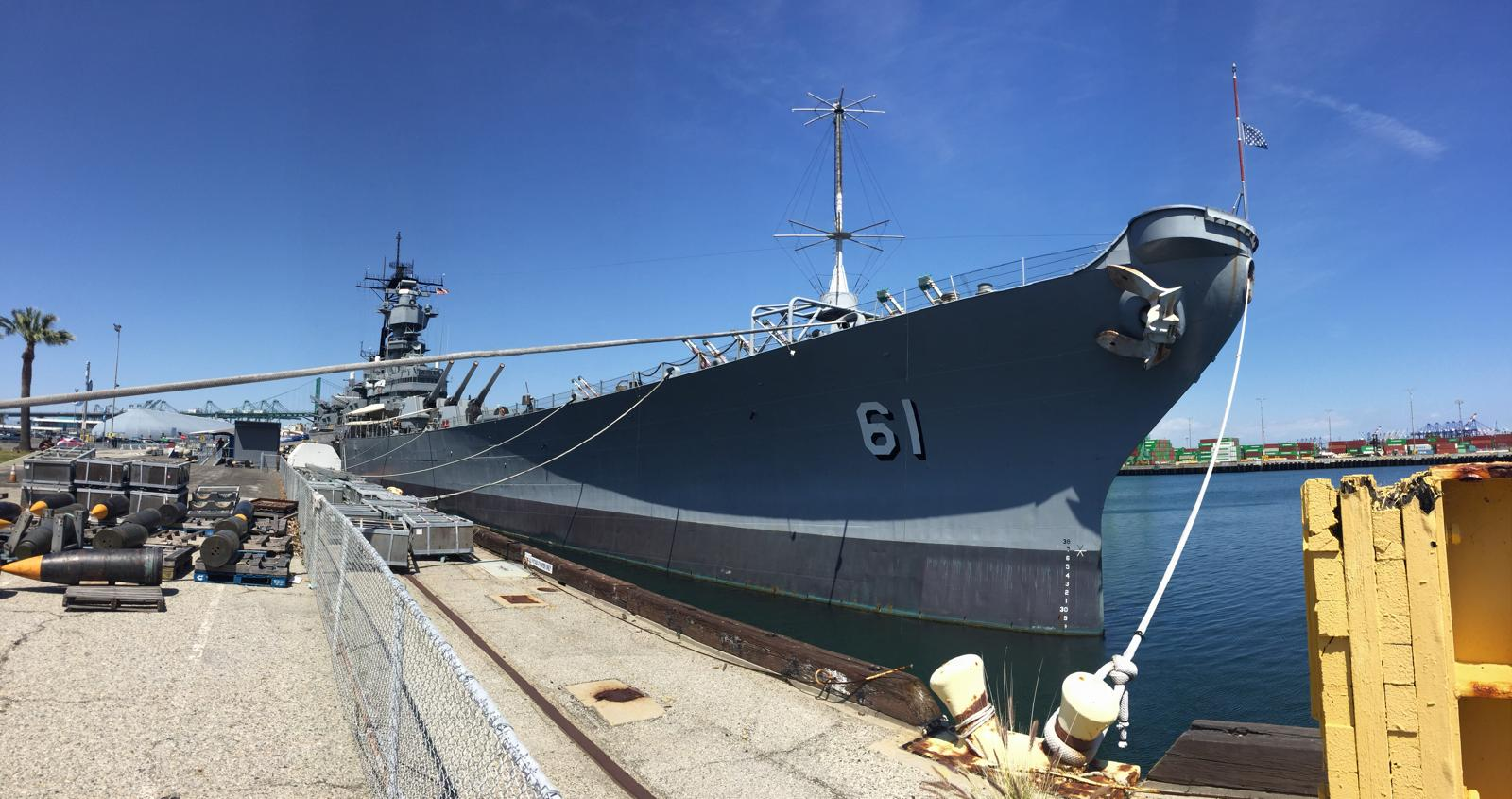
A USS Iowa (BB-61) csatahajó Los Angeles kikötőjében, 2024-ben.
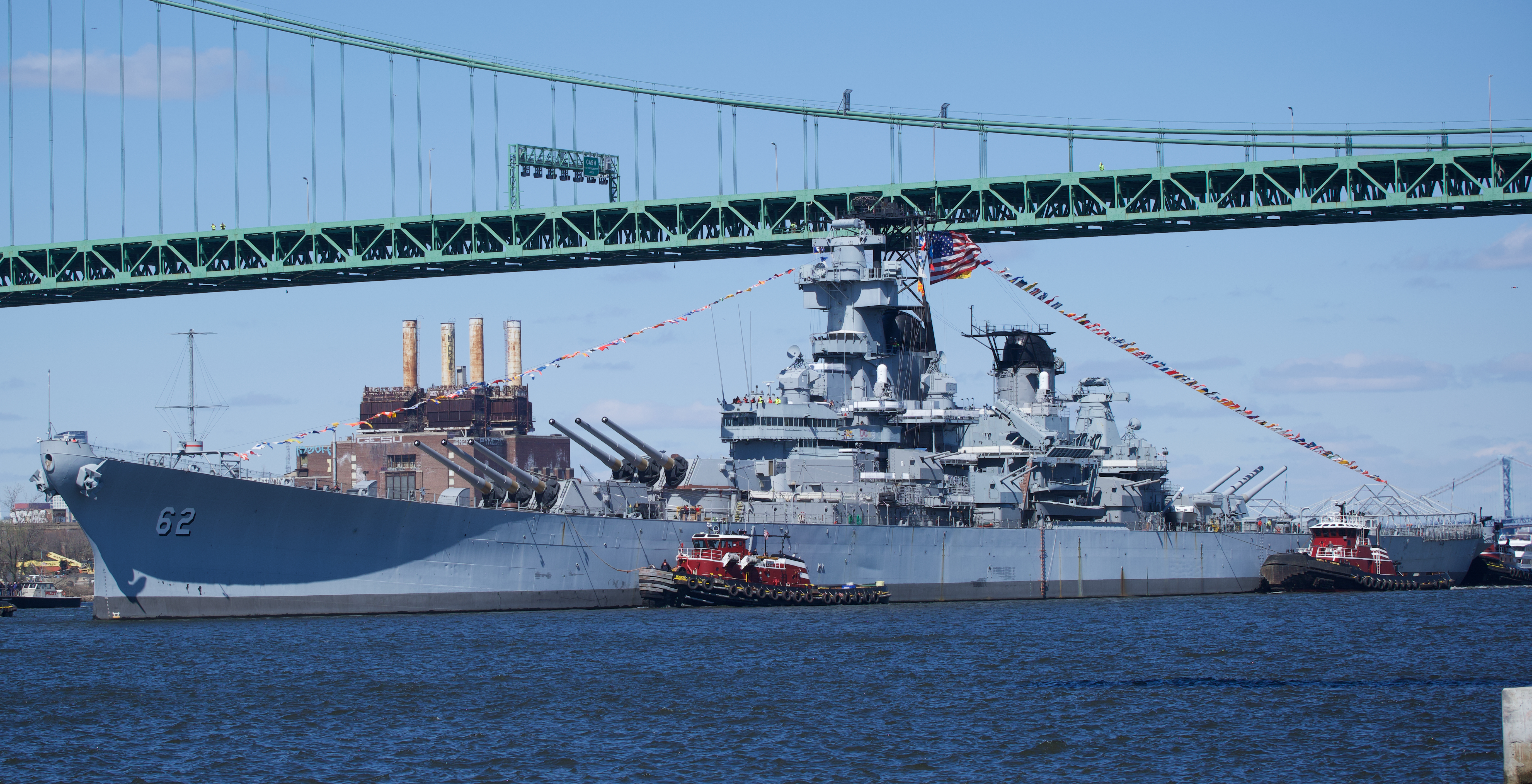
A USS New Jersey (BB-62) csatahajó 2024-ben.
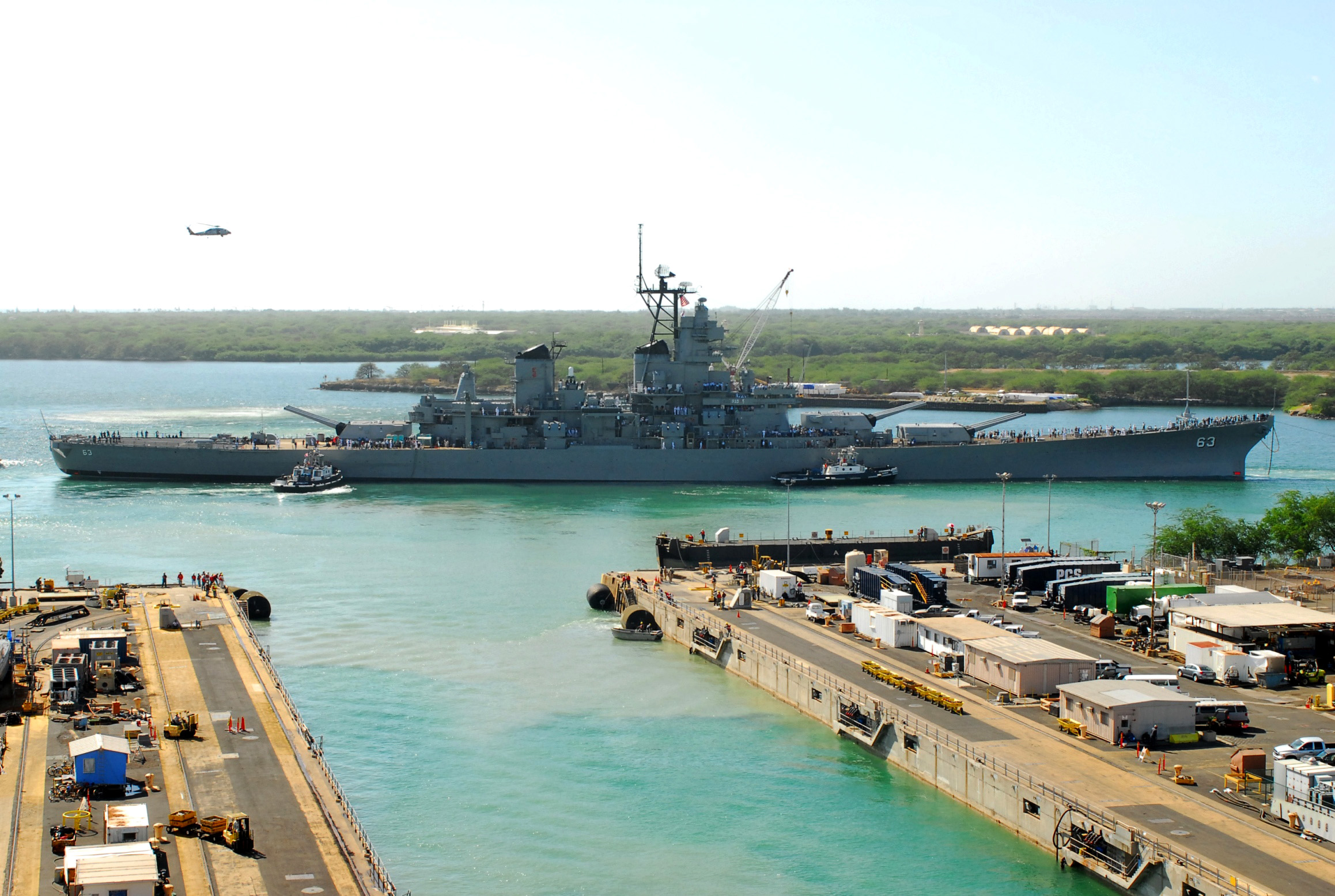
A USS Missouri (BB-63) csatahajó Pearl Harbor-ban.
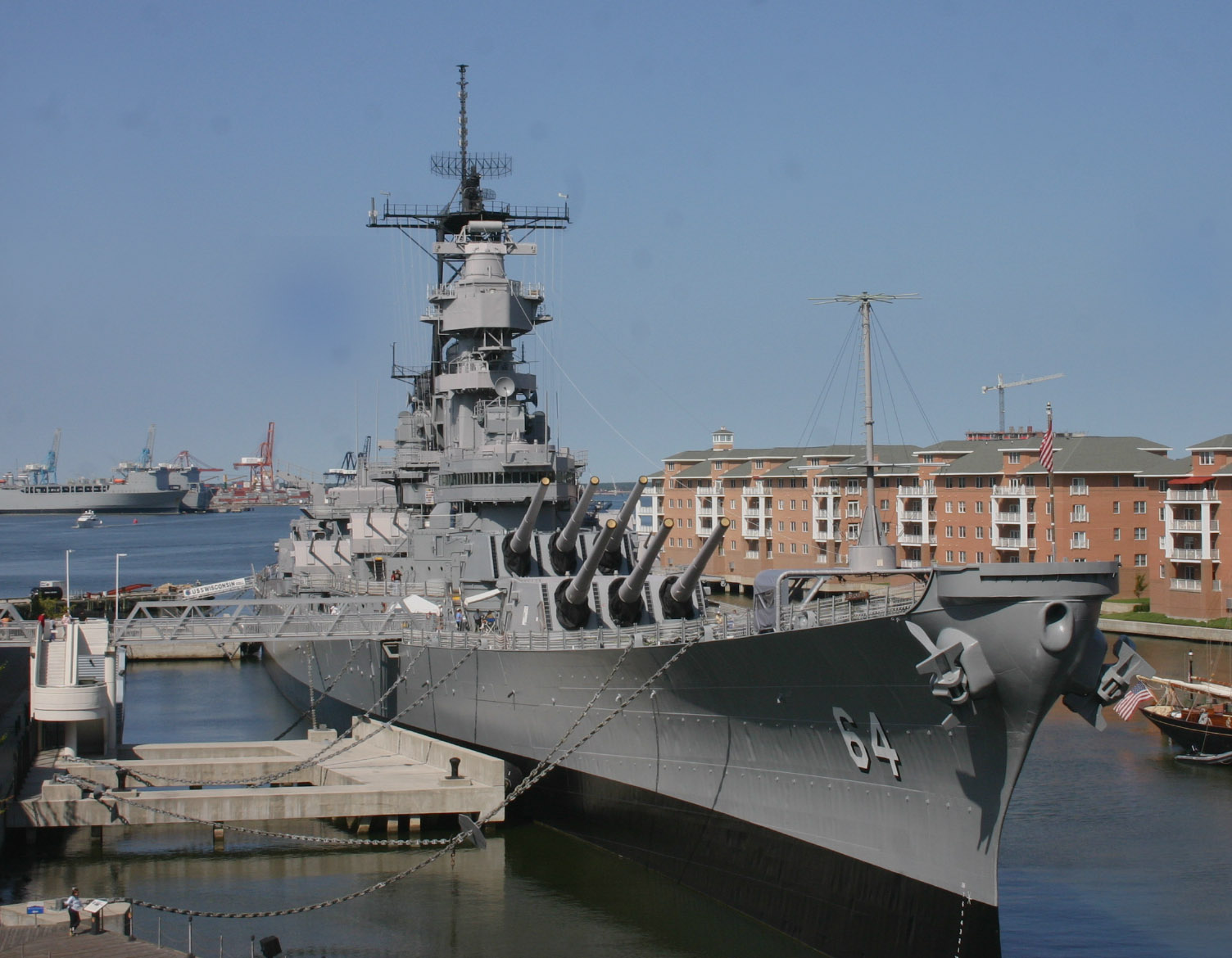
A USS Wisconsin (BB-64) csatahajó Norfolkban, 2005-ben.

## Csatahajók és csatacirkálók listája
Csatahajók és csatacirkálók listája